# Onderdompeling (wiskunde)
In de wiskunde is een onderdompeling een differentieerbare afbeelding tussen differentieerbare variëteiten waarvan de afgeleide overal surjectief is. Onderdompeling is een basisbegrip van de differentiaaltopologie. Onderdompeling en  indompeling zijn elkaars duale.

## Definitie
Laat M en N twee differentieerbare variëteiten zijn en {\displaystyle f\colon M\to N} een differentieerbare afbeelding ertussen. De afbeelding f is een onderdompeling in een punt {\displaystyle p\in M} als zijn pushforward
{\displaystyle Df_{p}\colon T_{p}M\to T_{f(p)}N}
een surjectieve lineaire afbeelding is. In dit geval wordt p een regulier punt van de afbeelding f genoemd, anders is p een kritisch punt. Een punt {\displaystyle q\in N} is een reguliere waarde van f als alle punten p in het invers beeld {\displaystyle f^{-1}(q)} reguliere punten zijn. Een differentieerbare afbeelding f die in elk punt {\displaystyle p\in M} een onderdompeling is, heet een onderdompeling. Equivalent hiermee, is f een onderdompeling als zijn differentiaal {\displaystyle Df_{p}} een rang heeft die gelijk is aan de dimensie van N.